# François Girardon

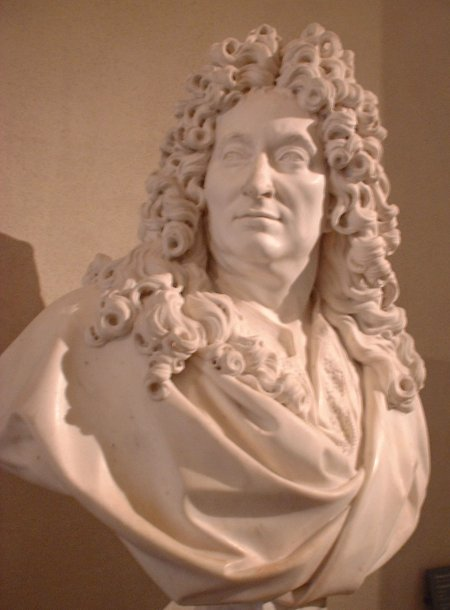
Busto de Nicolas Boileau.

François Girardon (1628-1715) fue un escultor francés nacido en Troyes, fue uno de los maestros de la escultura decorativa y monumental. Fue el protegido del canciller Séguier que le envió a Roma para su formación. Académico en 1657, fue uno de los principales colaboradores de Charles Le Brun.
Trabajó con este último y con André Le Nôtre en la construcción del Palacio de Vaux-le-Vicomte.
Participó en la decoración de la galería de Apolo del Louvre y realizó importantísimas obras para los jardines del Palacio de Versalles: el Apolo servido por la ninfas, La estatua del Invierno, el bajorrelieve El baño de las Ninfas del que, un modelo reducido, se encuentra en el Museo del Louvre.
Esculpió, asimismo, la Tumba de Richelieu, en la Sorbona, y la estatua ecuestre de Luis XIV, erigida en la plaza de Louis-le-Grand (hoy plaza Vendôme) que fue destruida durante la Revolución francesa y de la cual hay un modelo reducido en el Museo del Louvre.

Obras de François Girardon
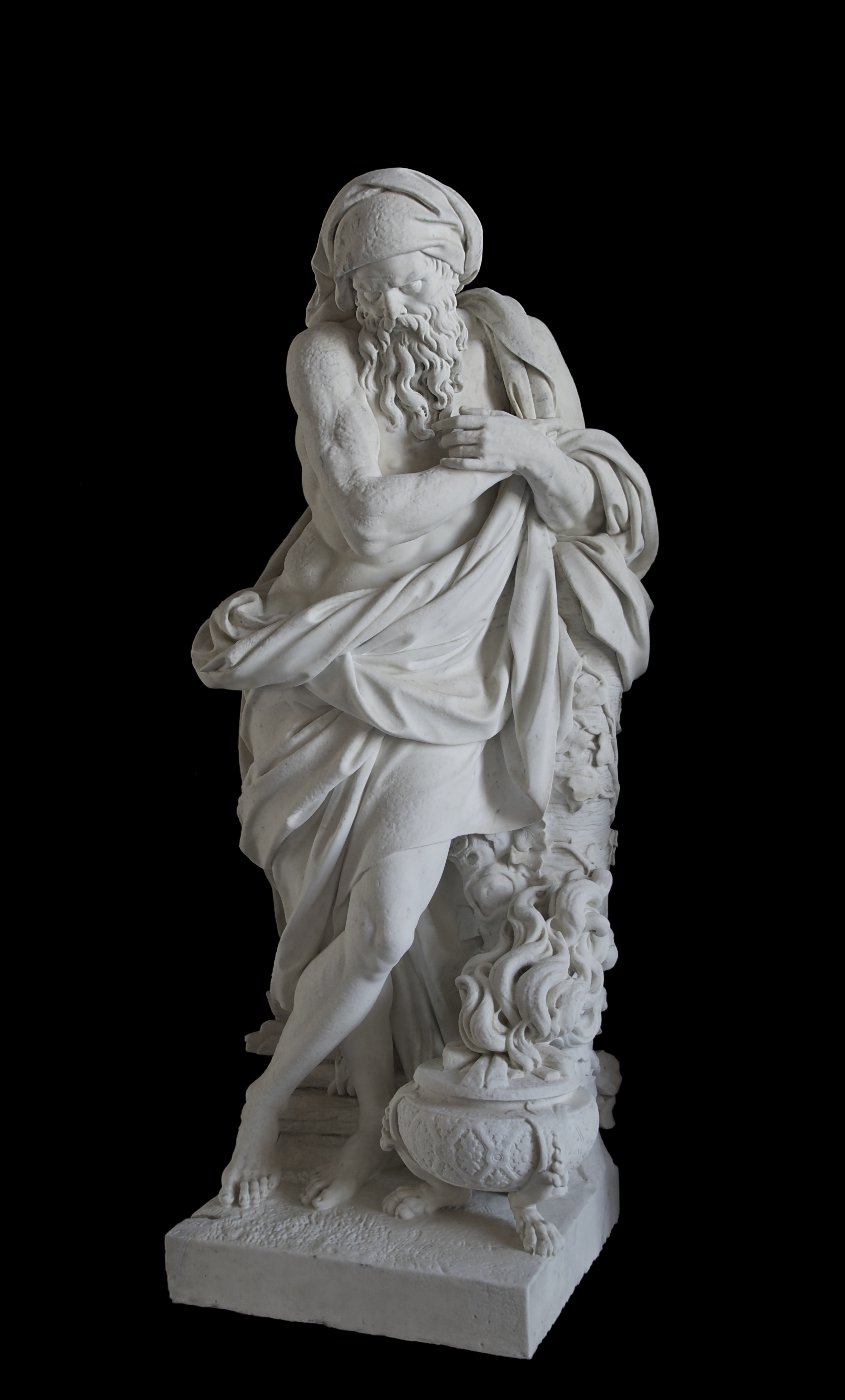
L'Hiver (1675-1679), mármol, château de Versailles.
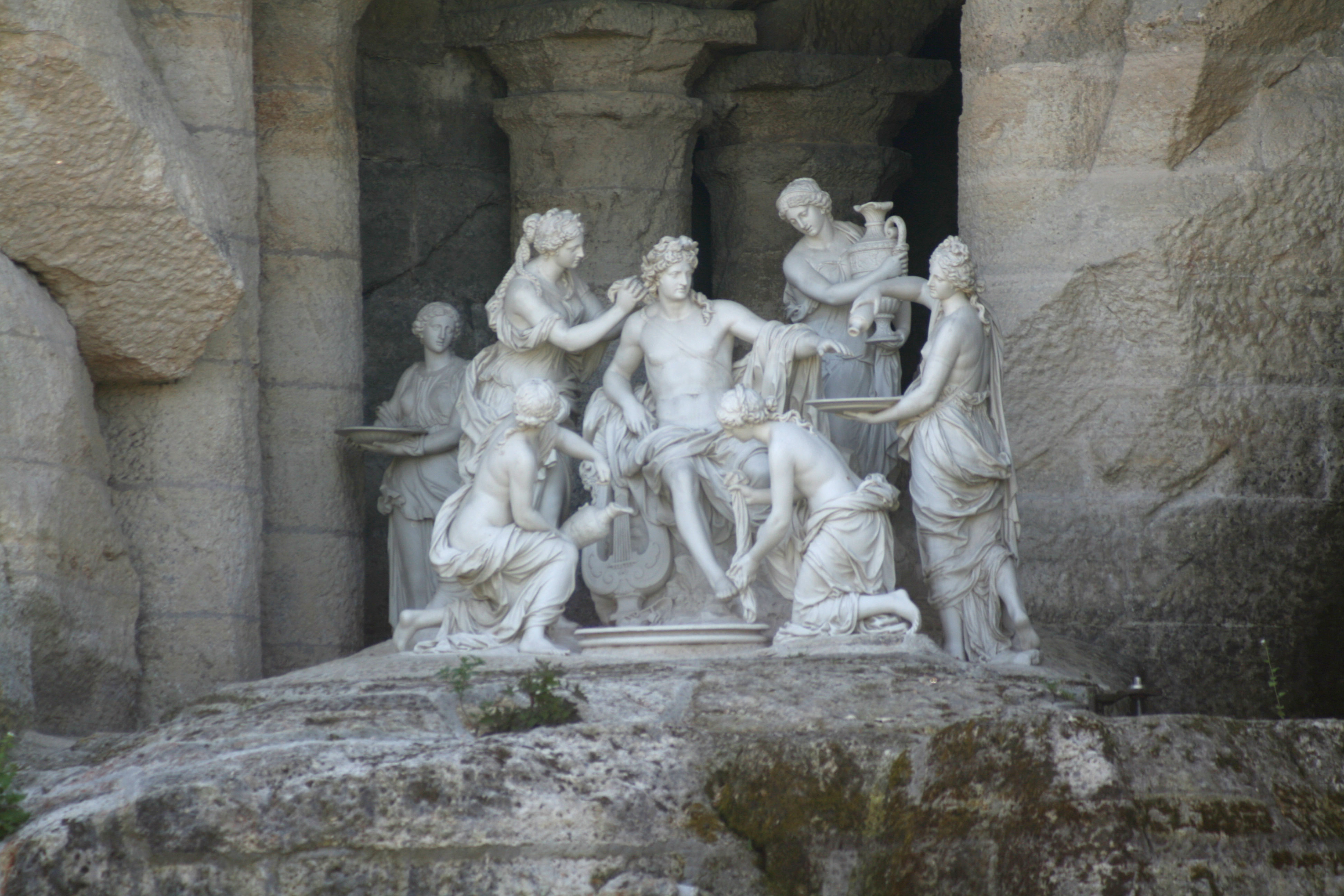
Apollon servi par les nymphes (1666-1675), con la colaboración de Thomas Regnaudin, grupo en mármol, château de Versailles, bosquete des Bains d'Apollon.
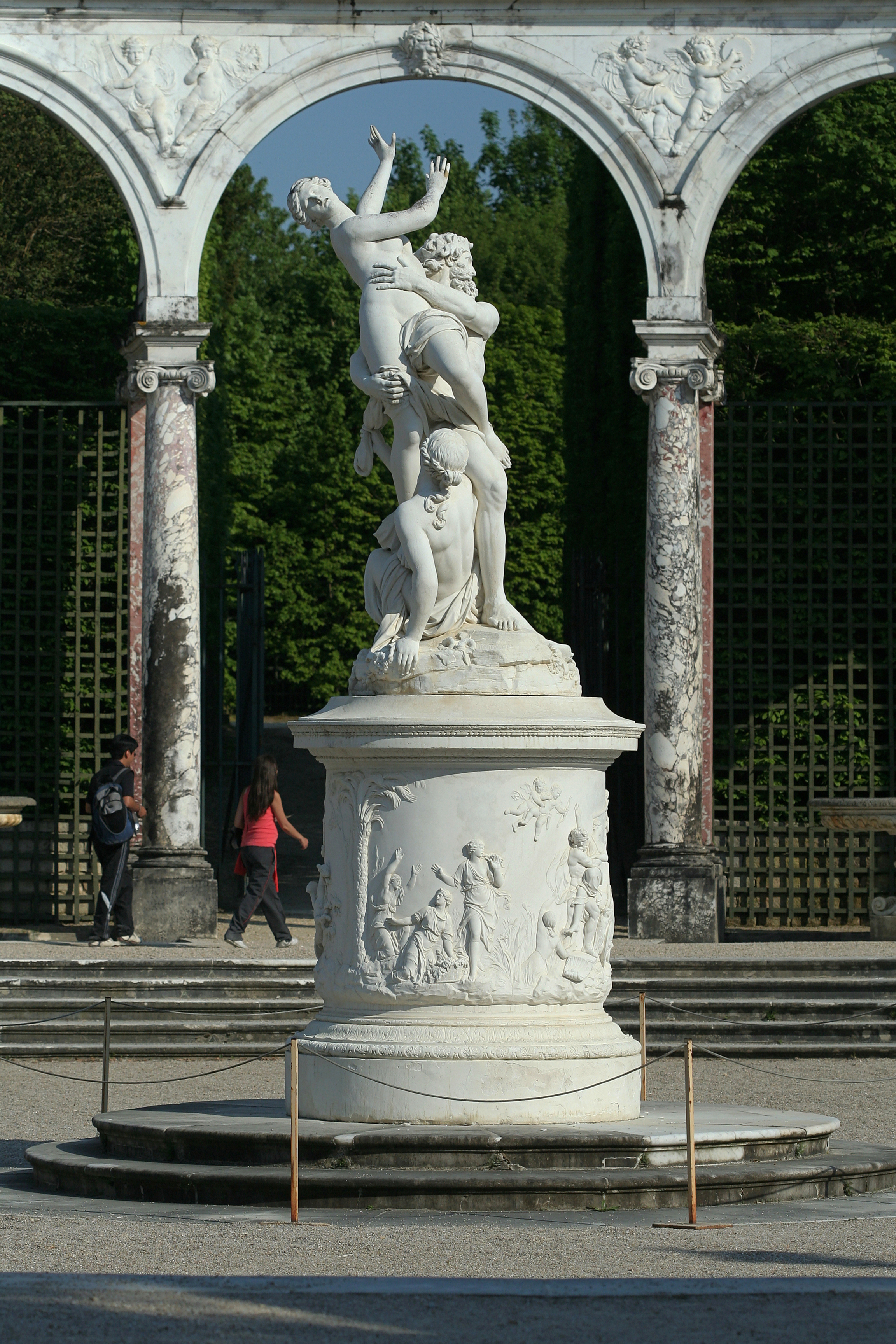
L'Enlèvement de Proserpine par Pluton (1699), mármol, château de Versailles, bosquete de la Colonnade.
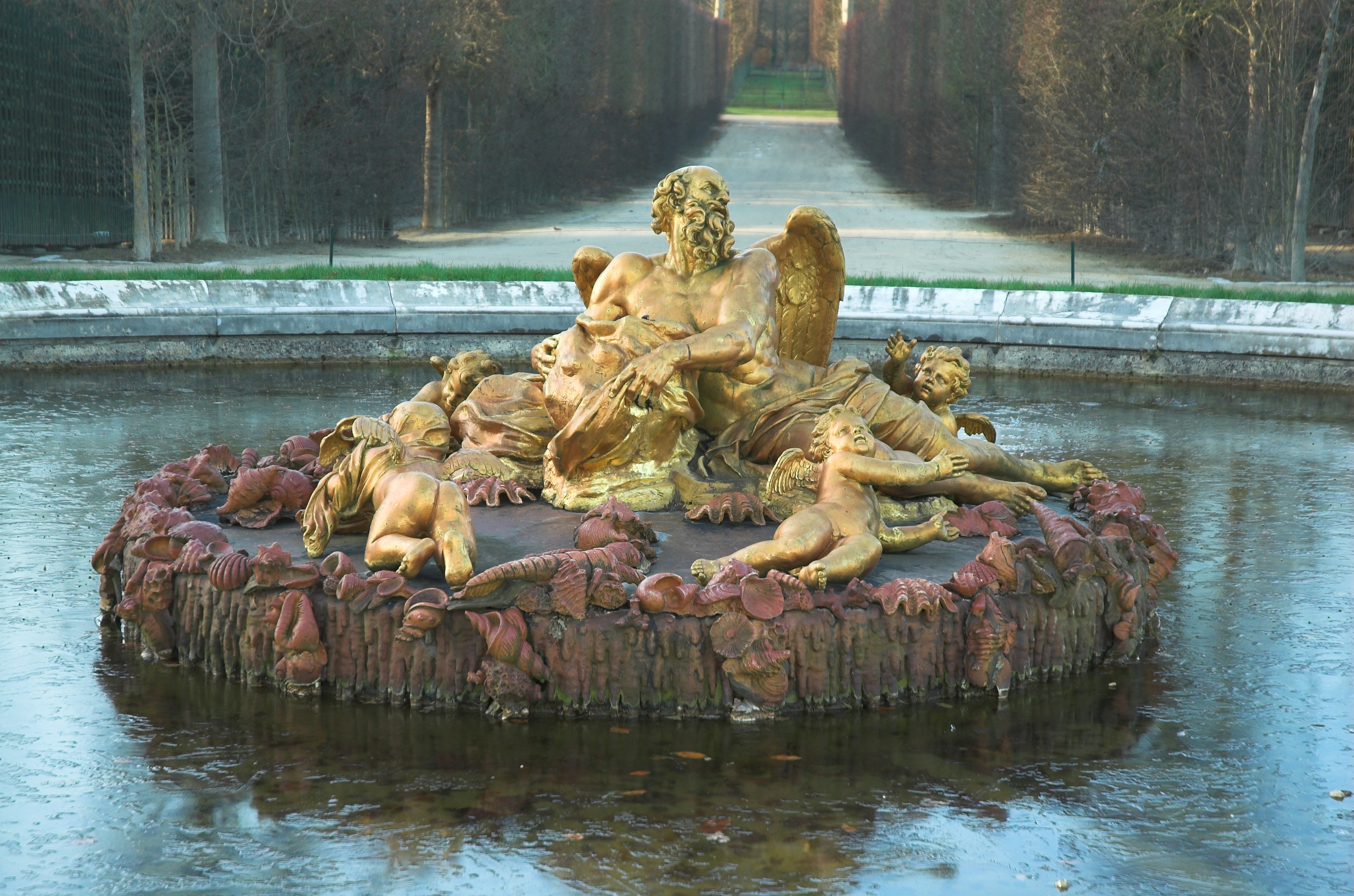
Le Bassin de Saturne (1672–1677), plomo dorado, château de Versailles.
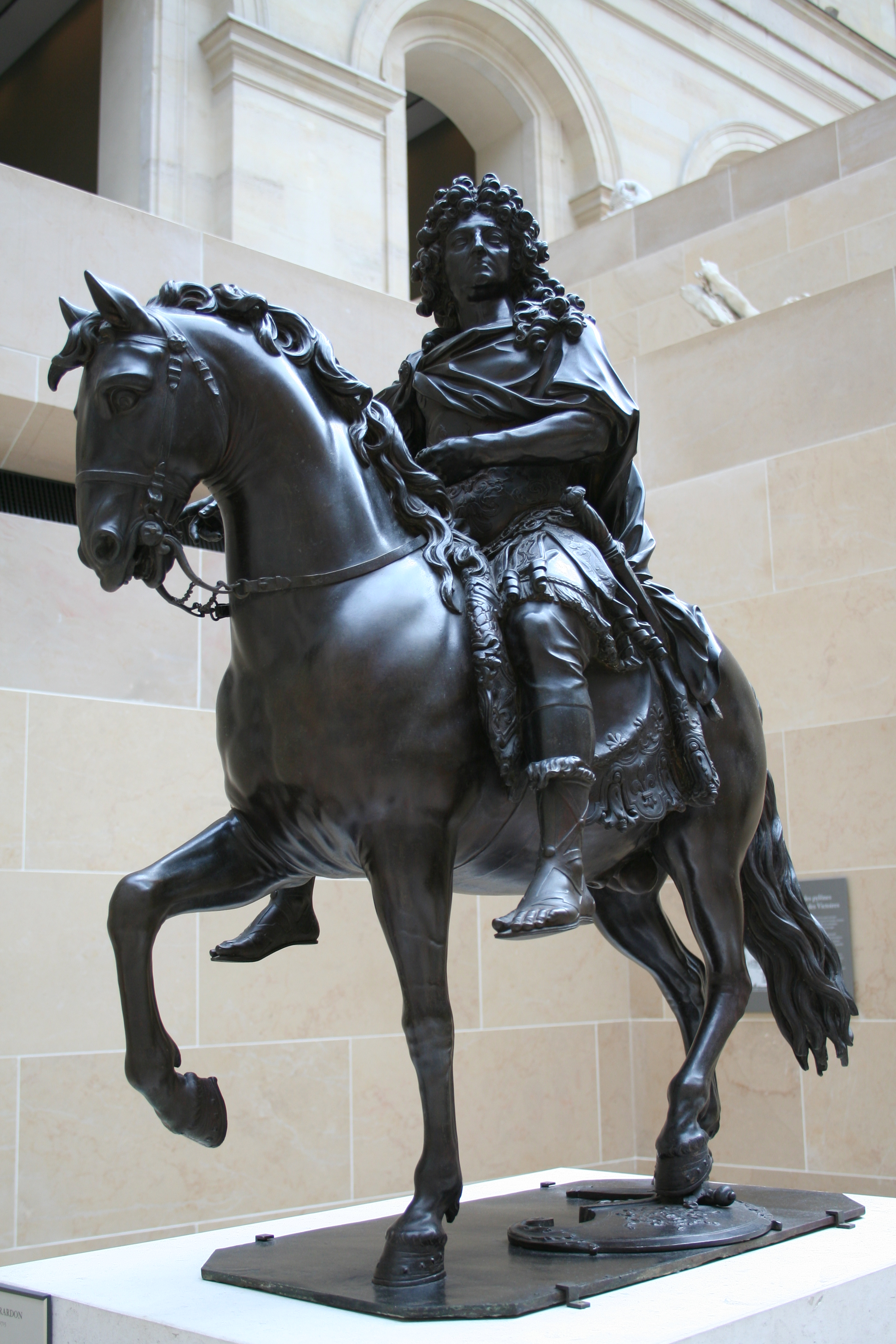
Louis XIV à cheval (1692), Paris, museo del Louvre.
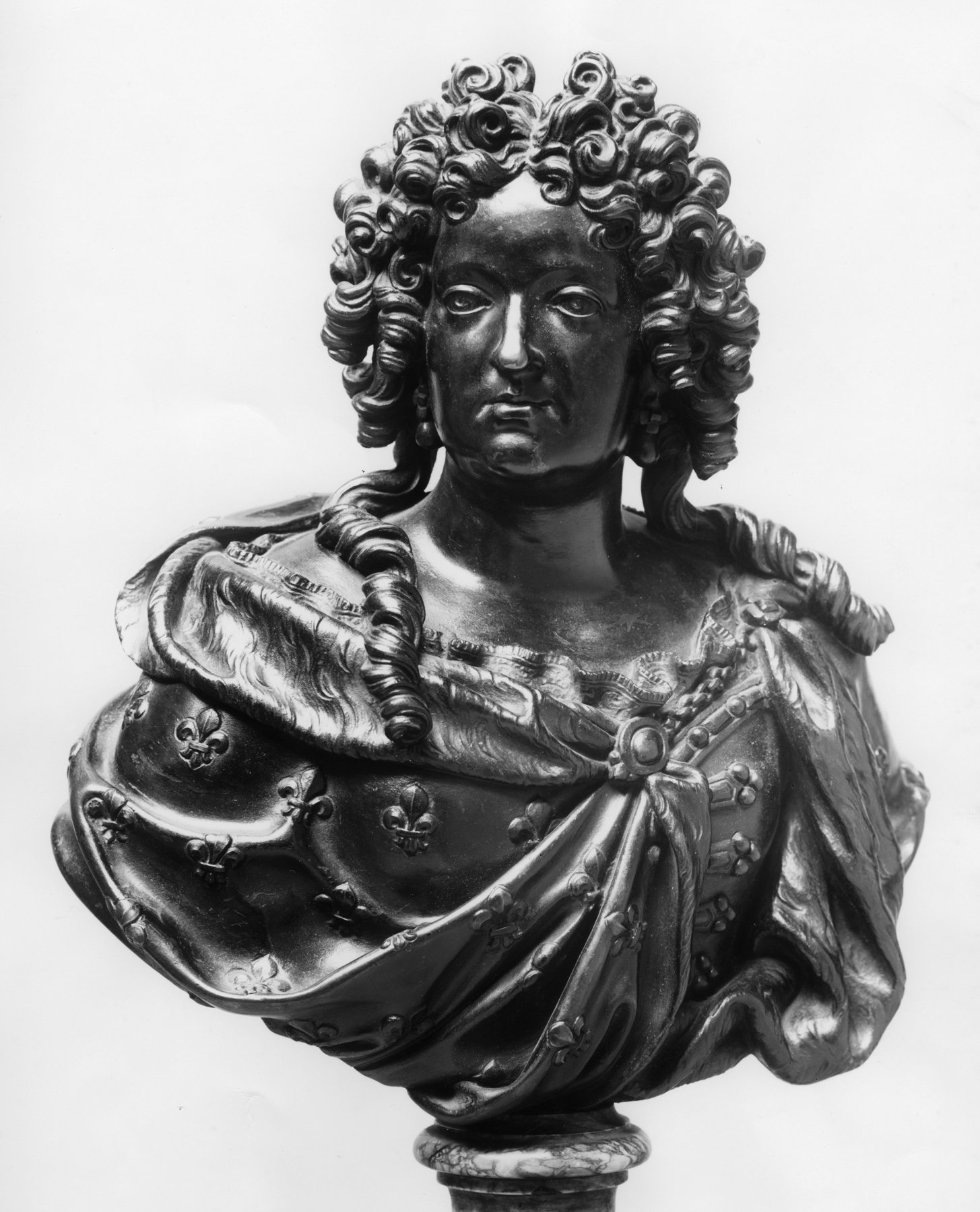
Portrait de Marie-Thérèse de Habsbourg, reine de France, bronce, Baltimore, Walters Art Museum.